# NGC 1055
NGC 1055 је спирална галаксија у сазвежђу Кит која се налази на NGC листи објеката дубоког неба.
Деклинација објекта је + 0° 26' 34" а ректасцензија 2h 41m 45,3s. Привидна величина (магнитуда) објекта NGC 1055 износи 10,6 а фотографска магнитуда 11,4. Налази се на удаљености од 15,019 милиона парсека од Сунца. NGC 1055 је још познат и под ознакама UGC 2173, MCG 0-7-81, CGCG 388-95, IRAS 02391+0013, ""Sombrero"", PGC 10208.